# Eastern Airways
Eastern Airways är ett brittiskt flygbolag baserat på Humberside Airport i Kirmington. Det har besättningar baserade på Leeds Bradford International Airport, Newcastle Airport, Durham Tees Valley Airport, Humberside Airport, East Midlands Airport, Southampton Airport, Isle of Mans flygplats, Aberdeen Airport, Wick Airport, Hawarden Airport och Norwich International Airport.
Bolaget började att flyga i december 1997.

## Destinationer[1]
- Aberdeen - Aberdeen Airport
- Birmingham - Birmingham International Airport
- Bristol - Bristol International Airport
- Cardiff - Cardiff International Airport
- Derby - East Midlands Airport
- Durham - Durham Tees Valley Airport
- Humberside - Humberside International Airport
- Isle of Man - Isle of Mans flygplats
- Leeds - Leeds Bradford International Airport
- Liverpool - Liverpool John Lennon Airport
- Newcastle upon Tyne - Newcastle International Airport
- Norwich - Norwich International Airport
- Oslo - Oslo flygplats, Gardermoen
- Southampton - Southampton Airport
- Stavanger - Stavanger flygplats, Sola
- Stornoway - Stornoway Airport
- Wick - Wick Airport

## Flotta[2]
- 6 Saab 2000
- 23 Jetstream 41

## Olyckor och allvarliga incidenter
Den 17 september 2003 havererade en Jetstream 31 från bolaget vid landning på Wick Airport. Samtliga 3 i besättningen och 4 passagerare ombord överlevde .